# Edmond Audran
Achille Edmond Audran' (n. 12 aprilie 1840, Lyon, Franța – d. 17 august 1901, Tierceville, Basse-Normandie, Franța) a fost un compozitor francez cunoscut ca autor la mai multor operete de succes pe plan internațional, inclusiv Les noces d'Olivette (1879), La mascotte (1880), Gillette de Narbonne (1882), La cigale et la fourmi (1886), Miss Helyett (1890) și La poupée (1896).
După succesul inițial al lui Audran la Paris, compozițiile sale au devenit, de asemenea, spectacole obișnuite la Teatrul West End din Londra, în adaptări supervizate de Audran. Cele mai multe dintre lucrările sale sunt acum neglijate, dar La mascotte a fost repusă în scenă, ocazional, și a fost înregistrată pentru gramofon.

## Începuturile carierei
Audran s-a născut la Lyon, ca fiu al lui Marius-Pierre Audran (1816-1887), care a avut o carieră de tenor la Opéra-Comique. El a studiat muzica la Școala Niedermeyer sub îndrumarea lui Jules Duprato, unde a câștigat premiul pentru compoziție în 1859. În 1861 familia sa s-a mutat la Marsilia, unde tatăl său a acceptat postul de profesor de canto, devenind mai târziu director al conservatorului.

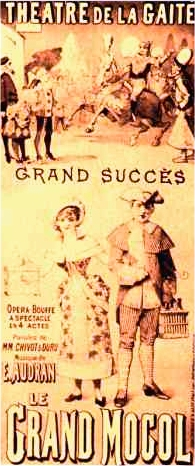
Afișul spectacolului Le grand mogol (1884) de la Paris.

Audran a devenit organist la biserica Saint-Joseph din Marsilia, pentru care a scris muzică religioasă inclusiv, în 1873, o misă care a fost interpretată, de asemenea, la Biserica Saint-Eustache din Paris. El și-a făcut prima apariție în calitate de compozitor dramatic la Marsilia cu L'Ours et le Pacha (1862), o versiune muzicală a unuia dintre vodevilurile lui Eugène Scribe. Aceasta a fost urmată de La Chercheuse d'Esprit (1864), o operă comică produsă, de asemenea, la Marsilia. Compozițiile lui Audran au inclus un marș funebru la moartea lui Giacomo Meyerbeer, care a fost interpretat cu succes; câteva cântece în dialect provensal, inclusiv La cour d'amour (Marsilia, 1881), și diverse piese muzicale religioase. El a compus o Misă (Marsilia, 1873), un oratoriu, La sulamite (Marsilia, 1876), Adoro te, un motet (Paris, 1882) și numeroase lucrări minore, dar este cunoscut aproape în întregime în calitate de compozitor de operetă.

## Compozitor de muzică de operetă
În timp ce se afla încă în Marsilia, Audran a scris o jumătate de duzină de operete, cele mai de succes fiind Le grand mogol (1877), cu un libret de Henri Chivot și Alfred Duru. El a revizuit această compoziție pentru un spectacol la Paris din 1884. S-a mutat la Paris, în 1879, „unde a ocupat la început o cameră umilă într-o mansardă”, dar a devenit curând un compozitor prosper, după succesul operetei Les noces d'Olivette (1879), care a avut parte de „o vogă enormă”. Compoziția a fost pusă în scenă la Londra (ca Olivette), într-o traducere în limba engleză realizată de H. B. Farnie, și a fost jucată pentru mai mult de un an la Teatrul Strand (1880-81). Criticul ziarului Pall Mall Gazette, prezicându-i „un succes strălucitor și durabil”, a scris, „Bizet în Carmen a avut cu puțin mai mult succes în captarea atmosferei din Andaluzia decât a reușit dl. Audran în captarea atmosferei din Provence în Les Noces d'Olivette”.
După ce Audran s-a mutat la Paris, cele mai multe compoziții ale sale au avut premiera acolo înainte de a fi reprezentate în străinătate, însă patru dintre lucrările sale au avut premiera în alte părți: La paradis de Mahomet (Bruxelles, 1887), Photis (Geneva, 1896), Indiana (Manchester, 1886) și La reine des reines ( Strasbourg, 1896). În Paris, succesul operetei La mascotte (1880) a fost atât de mare încât administratorul teatrului Bouffes-Parisiens și Audran au încheiat un contract pe cinci ani care stipula că Audran nu va compune pentru nici un alt teatru din Paris. El a lucrat cu un număr mare de libretiști, dar cei mai frecvenți colaboratori au fost Maxime Boucheron, Chivot, Duru și Maurice Ordonneau. Despre una dintre colaborările sale, un critic a scris: „m-aș putea referi la noua operă comică în trei acte reprezentată la Bouffes-Parisiens, spunând pur și simplu că titlul ei este Pervenche, că libretul este scris de dnii. Chivot și Duru, muzica de dl. Edmond Audran, și că ambii autori și compozitorul au colaborat atât de strâns în crearea stilului lor bine-cunoscut încât nu are niciun rost să mai scriu altceva”.
Muzica lui Audran a fost bine primită în Anglia, la fel ca și în Franța, și aproape toate compozițiile sale au fost reprezentate în limba engleză pe scenele teatrelor londoneze. Cele mai de succes opere comice ale lui Audran au fost: Le grand mogol (Marsilia, 1877; Paris, 1884; Londra, ca The Grand Mogul, 1884, cu un libret de Farnie, avându-i ca interpreți pe Florence St. John, Fred Leslie și Arthur Roberts; New York ca The Snake Charmer, 1881); La mascotte (Paris, 1880; New York, 1881; Londra, ca The Mascotte, 1881, cu un libret de Farnie, și cu o distribuție formată din Lionel Brough și Henry Bracy); Gillette de Narbonne (Paris, 1882; Londra, ca Gillette, 1883, libretul de H. Savile Clarke, cu muzică suplimentară de Walter Slaughter și Hamilton Clarke); La cigale et la fourmi (Greierele și furnica) (Paris, 1886; Londra, ca și La Cigale, 1890; versiune în limba engleză de F. C. Burnand, cu Geraldine Ulmar, Eric Lewis și Brough); Miss Helyett (Paris, 1890; Londra, ca Miss Decima, 1891, libret de Burnand); și La poupée (Paris, 1896; Londra, 1897, libret de Arthur Sturgess, cu Courtice Pounds și Willie Edouin).

## Ultimii ani și moartea
În ultimii săi ani, Audran a suferit de boli fizice și psihice și a fost nevoit să se retragă din societatea pariziană. El a murit în localitatea Tierceville de pe coasta de nord a Franței, la vârsta de 61 de ani.